# Louis-Auguste Boileau

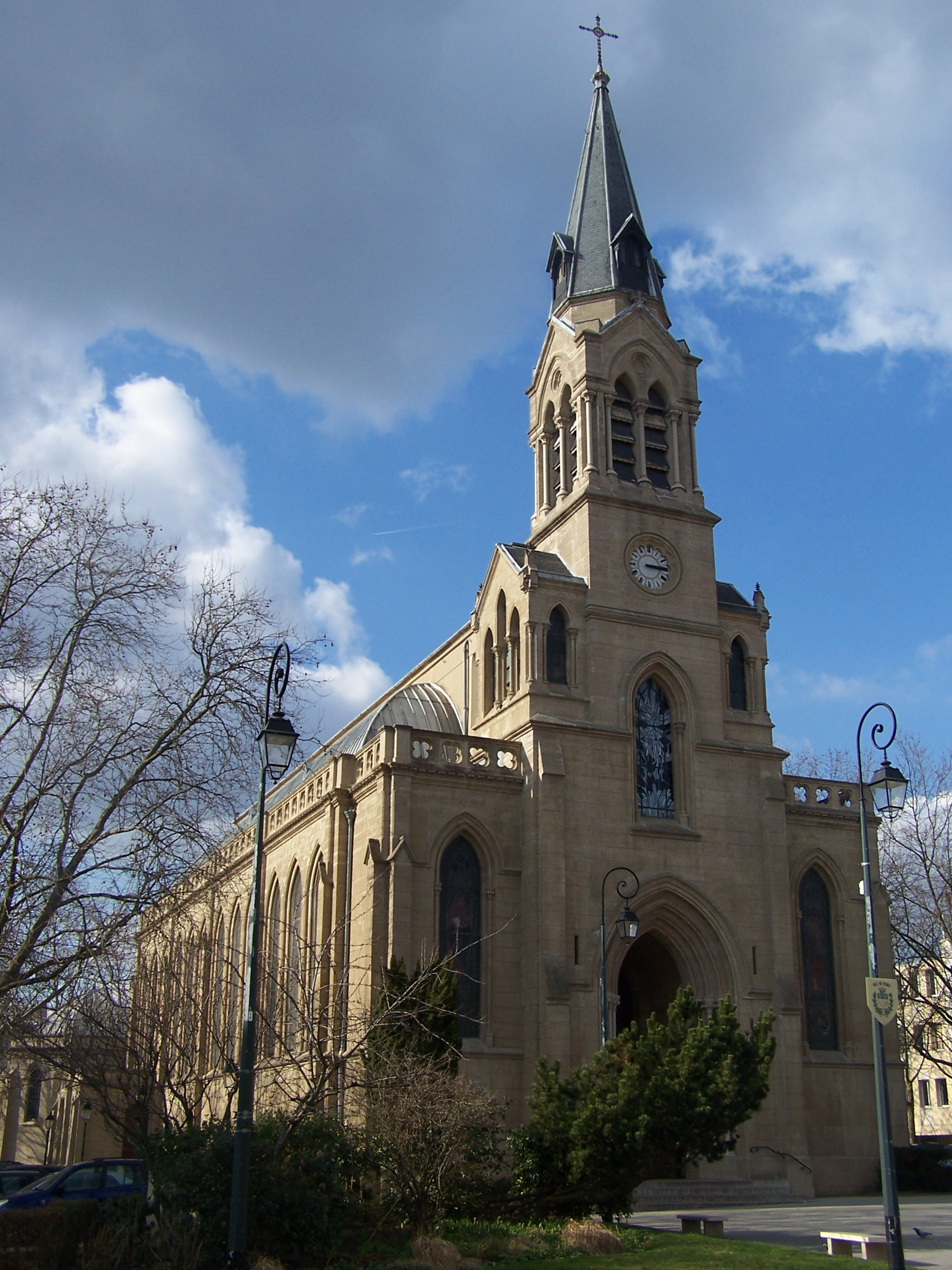
Kirche Sainte-Marguerite in Le Vésinet

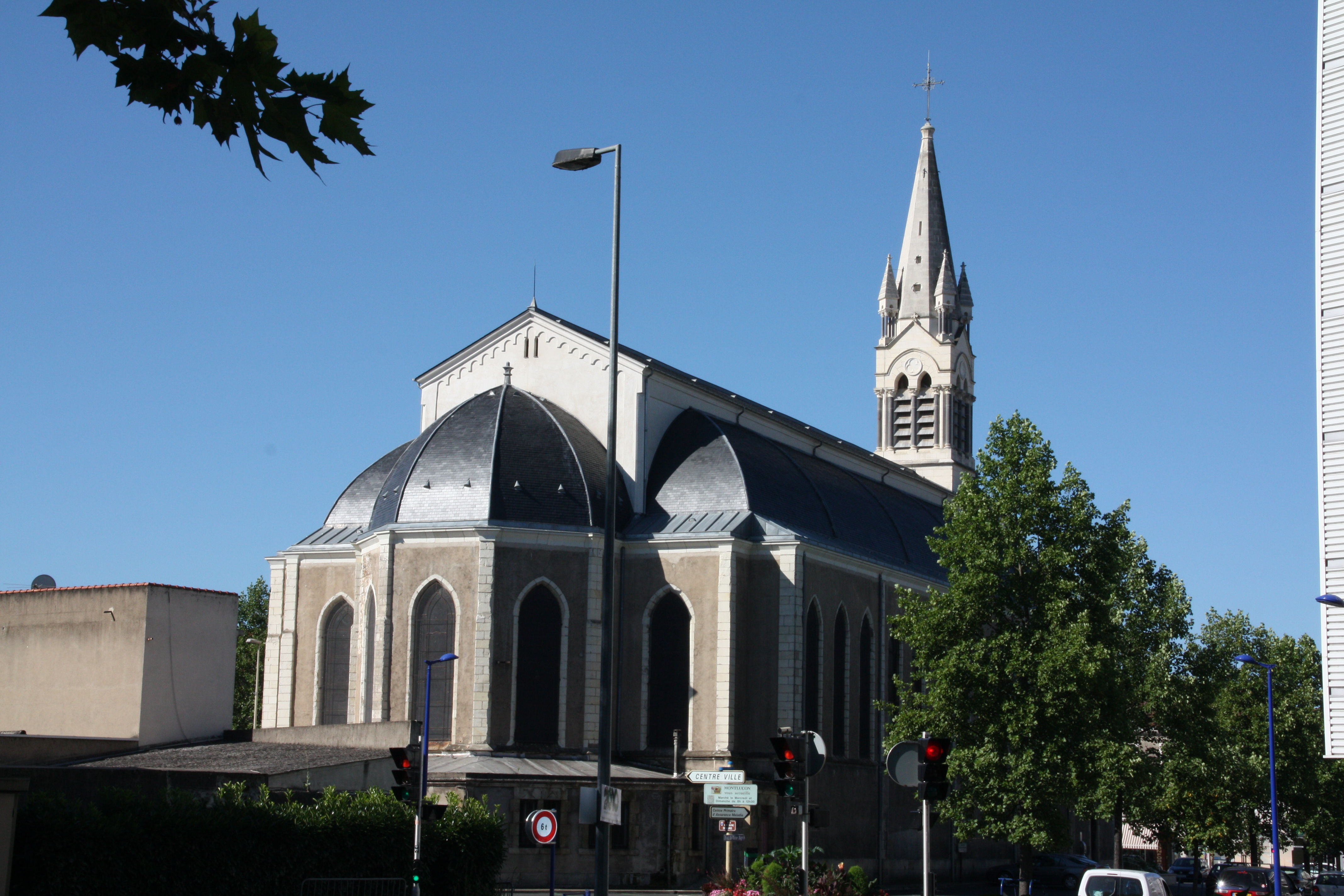
Kirche Saint-Paul in Montluçon

Louis-Auguste Boileau (* 24. März 1812 in Paris; † 12. Februar 1896 ebenda) war ein französischer Architekt des Historismus, dessen Werke hauptsächlich dem neugotischen Stil verpflichtet sind.
Boileau begann 1825 als Tischlergeselle, 1838 machte er sich mit einer Werkstatt für Kirchenmöbel selbständig. Er arbeitete mit dem Architekten Louis-Alexandre Piel zusammen, für den er Kirchenmöbel anfertigte. Louis-Auguste Boileau war einer der Mitarbeiter der von Philippe Buchez gegründeten Zeitschrift L'Atelier.
1843 gründete er in Mirecourt in den Vogesen eine Schule für Holzschnitzerei. 1846 errichtete Boileau in Mattaincourt die Basilika Saint-Pierre-Fourier, die 1856 fertiggestellt wurde. In Paris baute er 1854/55 die Kirche St-Eugène-Ste-Cécile und 1858/60 wurde er von der Pharmacie Centrale de France mit dem Umbau des Hôtel d’Aumont in der Rue de Jouy betraut.
Louis-Auguste Boileau war einer der ersten Architekten, die Eisenkonstruktionen in Kirchenbauten verwendeten. Über die Verwendung von Eisen in der Baukunst verfasste er eine Schrift. Er war ein großer Bewunderer von Eugène Viollet-le-Duc, der ihn allerdings seinerseits heftig kritisierte.
1876 arbeitete er mit Gustave Eiffel am Pariser Kaufhaus Le Bon Marché, dem ersten modernen Warenhaus aus Eisen und Glas.
Sein Sohn Louis-Charles Boileau (1837–1914) und sein Enkel Louis-Hippolyte Boileau (1878–1948) waren ebenfalls als Architekten tätig.

## Bauten (Auswahl)
- 1854–1855: Kirche St-Eugène-Ste-Cécile (mit Adrien-Louis Lusson (1788–1864))
- 1862–1864: Kirche Sainte-Marguerite in Le Vésinet
- 1863–1869: Kirche Saint-Paul in Montluçon